# Chiesa di Paateri

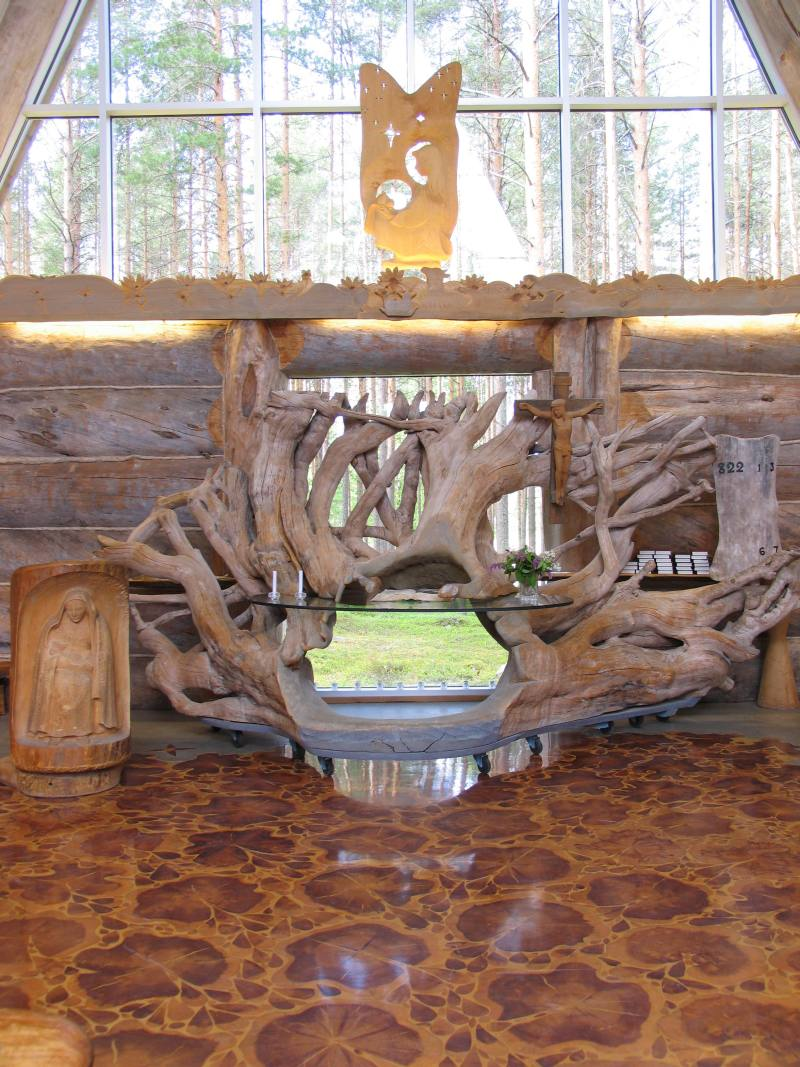
L'altare in legno della chiesa

La chiesa di Paateri (in finlandese Paaterin kirkko) è una chiesa luterana costruita nel 1991 nell'area naturale di Paateri, una regione situata nei pressi del lago Vuonisjärvi, all'interno della città finlandese di Lieksa.
Le pareti ed il pavimento sono in legno di pino russo, mentre gli enormi portali sono stati intagliati da cedri canadesi. L'altare è stato ricavato da un ceppo che un tempo apparteneva al più grande abete della Finlandia.
Attigua alla chiesa vi è la galleria presso la residenza studio di Eva Ryynänen, un'artista apprezzata per le sue sculture in legno. Nata nel 1915, la Ryynänen iniziò a dedicarsi alla scultura appena adolescente e negli anni settanta si era affermata come scultrice in tutta la Finlandia. Questa isolata tenuta, circondata da pini, è la casa dove il marito dell'artista, Paavo, ha trascorso l'infanzia.